# 小兵步枪
《小兵步枪》（英語：RUNNING WITH RIFLES）是Osumia Games（前身为Modulaatio Games）开发和发行的一款俯视角的战术射击游戏。游戏由Pasi Kainiemi和Jack Mayol合作开发，二人分别来自芬兰坦佩雷和德国斯图加特，共同组建了独立游戏工作室Modulaatio Games。

## 游戏玩法
小兵步槍是一個第三人稱俯視角戰術射擊遊戲，角色可透過擊殺敵人、破壞敵方載具等方式獲得XP，透過販售地上取得、擊殺敵人後所掉落之武器、佔領基地等方式獲得RP，以提升軍階，軍階提升後可使用更多強力武器、增加小隊成員上限、呼叫空投等功能。

### 獲得RP的方式：
- 佔領基地
- 標記發現敵方車輛
- 在軍械庫出售貴重物品
- 出售稀有武器
- 摧毀敵方車輛
- 摧毀任務目標，如通訊卡車、雷達塔、囚犯巴士、無線電干擾塔、水塔、油箱、迫擊砲、彈藥箱、防空陣地等
- 竊取敵方車隊的貨運卡車並將其開回己方的一個軍械庫
- 提升到更高的軍階

## 开发
Osumia Games（原名Modulaatio Games）起初是由Pasi Kainiemi运营的双人独立游戏工作室。本作的开发工作最早可追溯到2011年初。游戏的准预览版本发布于2011年7月18日，并在随后的A测期间小幅更新，同年9月14日，游戏进入B测阶段。
2015年4月2日，小兵步枪结束Steam的抢先体验/B测，正式发布。